# Anette Michel
Anette Michel Carrillo (Guadalajara, Jalisco, 30 de junio de 1971) es una actriz, modelo y conductora de televisión mexicana.

## Biografía
Sus principios como modelo comenzaron en la ciudad de Guadalajara a la edad de 14 años, tiempo después se mudó a la Ciudad de México, donde fue contratada por la prestigiosa agencia de modelos Contempo. Su primera oportunidad en televisión, se dio al presentar un programa llamado Hollywood D.F., el cual hacía referencia a temas de moda y actualidad. Posteriormente llegaría una gran oportunidad, la de protagonizar la telenovela Al norte del corazón, uno de los primeros melodramas de TV Azteca.
En 1997 aceptó participar en la obra de teatro Que lío estafan las petacas. Durante julio de 1998, ella y Alan Tacher comenzaron a conducir el programa de televisión Tempranito, en su primera etapa, mismo que contó con gran aceptación del público, transmitiéndose los fines de semana. En ese mismo año Anette fue invitada a París a desfilar para el diseñador de moda Armando Mafud.
En enero de 1999, Anette dejó el programa Tempranito para actuar de nuevo: esta vez junto a Héctor Soberón en la telenovela Marea brava, filmada totalmente en Puerto Vallarta, Jalisco. Cuando las grabaciones de la telenovela terminaron, Anette volvió a la Ciudad de México para buscar nuevas ofertas de trabajo y una de ellas fue para conducir por segunda vez Tempranito, y el 2 de octubre de 1999, Anette regresó al programa de revista. 
Durante febrero de 2001, Anette comenzó las grabaciones de la telenovela de TV Azteca Cuando seas mía, al lado de Silvia Navarro y Sergio Basáñez, telenovela en la que interpretaría a su primera villana.
En los últimos años ha intervenido en las telenovelas Mirada de mujer, el regreso (2003), La otra mitad del sol (2005), y Se busca un hombre (2007), además de volver como conductora de televisión en el programa de revista Póker de reinas (2008), producido por Magda Rodríguez. 
Participó como la villana de la telenovela Pasión morena de 2009, protagonizada por Paola Núñez y Víctor González. 
En 2012 marca su regreso a las telenovelas, protagonizando La mujer de Judas al lado de Víctor González.
En 2013 vuelve a protagonizar para TV Azteca, una versión telenovela de la serie Brothers & Sisters, llamada en México Secretos de familia junto a Sergio Basáñez y Ofelia Medina.
En 2015, se convirtió en la presentadora de la versión mexicana del reality show de cocina MasterChef, rol mismo que repetiría en la edición para niños MasterChef Júnior México y en sus subsecuentes temporadas o emisiones desde 2015 hasta su salida en 2021. Así mismo era conductora invitada en los segmentos del reality presentados en el programa matutino Venga la alegría.
Era una de las pocas personalidades de TV Azteca que tenía contrato de exclusividad hasta 2021, que dicho decidió no renovarlo.
En 2021, luego tras 23 años de trabajar con la empresa que la vio nacer (Televisión Azteca) decide terminar su contrato,y regresar a la actuación pero con la empresa Televisa, en el melodrama de Ignacio Sada Contigo sí.

## Trayectoria

### Cine
- ¡Hasta la madre de la Navidad! (2024) Amazon Prime Video - Esmeralda Ramos[4]
- ¡Hasta la madre del Día de las Madres! (2023) Amazon Prime Video - Esmeralda Ramos[5][6]

### Conducción
- Hoy (2021) - Conductora (reemplazo)
- Venga la alegría (2019) - Conductora invitada
- MasterChef Junior México (2016-2017) - Conductora
- MasterChef México (2015-2021) - Conductora
- Póker de reinas (2008) - Conductora
- 13 maravillas de México (2007) - Conductora
- Tempranito (1998-2006) - Conductora

### Teatro
- El Tenorio cómico (2005)
- Que lío estafan las petacas (1997)

### Telenovelas
- Minas de pasión (2023-2024) - Roberta Castro de Villamizar / vda. de Santamaría "La Patrona"[7][8]
- Contigo sí (2021-2022) - Mirta Morán Cuevas de Santillana / de Vallejo
- 3 familias (2017-2018) - Carolina
- UEPA! Un escenario para amar (2015) - Madre de Lourdes
- Secretos de familia (2013) - Cecilia Ventura
- La mujer de Judas (2012) - Altagracia Del Toro "La Mujer de Judas"
- Pasión morena (2009-2010) - Emilia Dumore / Casandra Rodríguez
- Se busca un hombre (2007-2008) - Nora Montesinos
- La otra mitad del sol (2005) - Mariana Robledo
- Mirada de mujer, el regreso (2003-2004) Caridad
- Cuando seas mía (2001-2002) - Bárbara Castrejón de Sánchez Serrano
- Marea brava (1999) - Alejandra Hidalgo
- Al norte del corazón (1997) - Ángela Medina

### Series de televisión
- Rosario Tijeras (2025) - Victoria[9]
- Amores que engañan (2023) - Leticia Santander
- Hasta que te conocí (2016) - Doña Ofelia de Puentes

### Unitarios
- Lo que callamos las mujeres (2003)

## Premios y nominaciones
- Premio El Sol de Oro 2011, del Círculo Nacional de Periodistas por su trayectoria como modelo, comentarista, actriz y conductora.[10]